# Gary Speed
Gary Andrew Speed (Mancot, 8 settembre 1969 – Huntington, 27 novembre 2011) è stato un calciatore e allenatore di calcio gallese, di ruolo centrocampista.
È, dopo Ryan Giggs, il giocatore gallese che ha collezionato il maggior numero di presenze in Premier League.

## Biografia
Il 12 giugno 2010 è stato insignito dell'onorificenza di Membro dell'Ordine dell'Impero Britannico.
Il 27 novembre 2011, all'età di 42 anni, si è tolto la vita nella propria abitazione nel Chester.

## Caratteristiche tecniche
Era un centrocampista che disponeva di buone doti atletiche. Nel corso della sua carriera si è distinto per la professionalità con cui si approcciava al lavoro.

## Carriera

### Club
La sua carriera di calciatore ha inizio nel Leeds Utd. Con la maglia dei biancogialli colleziona complessivamente 312 presenze arricchite da 57 gol tra campionato e coppe.
Nell'estate del 1996 si trasferisce a Liverpool nell'Everton (squadra di cui era tifoso da ragazzo), dove rimane fino al gennaio del 1998 quando a sorpresa viene ceduto al Newcastle Utd. Una cessione voluta dalla dirigenza dei Toffees ma presentata ai tifosi come un tradimento del giocatore: epilogo amaro per l'avventura a Goodison Park, che ha finito per oscurare il buon rendimento assicurato dal centrocampista, autore di 18 gol in 65 partite.
Rimane al St James' Park per sei stagioni e mezzo partecipando anche alla Champions League; con i bianconeri colleziona 286 presenze realizzando 40 gol.
Nell'estate del 2004 il Newcastle decide di non servirsi più delle prestazioni di Speed. Il giocatore pensa al ritiro dal calcio professionistico quando arriva la chiamata del Bolton di Sam Allardyce. Con i Trotters colleziona 119 presenze segnando 14 reti, inoltre l'8 dicembre 2007 gioca in Bolton-West Ham 4-0 la sua partita numero 500 nella Premier League, diventando il primo giocatore a riuscire nell'impresa.
Nel gennaio 2008 passa in prestito allo Sheffield United squadra di Championship. A fine stagione viene riscattato dalle Blades in cui milita sino alla stagione 2009-2010, al termine del quale si ritira dal calcio giocato.

### Nazionale
Oltre ad aver detenuto il record di presenze in Premier League (superato successivamente), ha detenuto pure quello di presenze con la nazionale gallese (85), l'ultima delle quali è Galles-Polonia 2-3 nelle qualificazioni al Mondiale di Germania 2006, partita dopo cui si è ritirato dalla nazionale. Con la maglia della nazionale ha realizzato 7 reti.

### Allenatore
Si è ritirato nel 2010, diventando l'allenatore dello Sheffield United, l'ultima squadra in cui ha militato.
Il 14 dicembre 2010 viene nominato CT della nazionale gallese. L'8 febbraio 2011 perde 3-0 contro l'Irlanda di Giovanni Trapattoni, ma nelle ultime sette gare arrivano cinque successi che fanno passare i gallesi da 117º a 45º nel ranking FIFA.

## Statistiche

### Cronologia presenze e reti in nazionale
| Cronologia completa delle presenze e delle reti in nazionale ― Galles | Cronologia completa delle presenze e delle reti in nazionale ― Galles | Cronologia completa delle presenze e delle reti in nazionale ― Galles | Cronologia completa delle presenze e delle reti in nazionale ― Galles | Cronologia completa delle presenze e delle reti in nazionale ― Galles | Cronologia completa delle presenze e delle reti in nazionale ― Galles | Cronologia completa delle presenze e delle reti in nazionale ― Galles | Cronologia completa delle presenze e delle reti in nazionale ― Galles |
| Data                                                                  | Città                                                                 | In casa                                                               | Risultato                                                             | Ospiti                                                                | Competizione                                                          | Reti                                                                  | Note                                                                  |
| --------------------------------------------------------------------- | --------------------------------------------------------------------- | --------------------------------------------------------------------- | --------------------------------------------------------------------- | --------------------------------------------------------------------- | --------------------------------------------------------------------- | --------------------------------------------------------------------- | --------------------------------------------------------------------- |
| 20-5-1990                                                             | Cardiff                                                               | Galles                                                                | 1 – 0                                                                 | Costa Rica                                                            | Amichevole                                                            | -                                                                     | 76’                                                                   |
| 11-9-1990                                                             | Copenaghen                                                            | Danimarca                                                             | 1 – 0                                                                 | Galles                                                                | Amichevole                                                            | -                                                                     | 69’                                                                   |
| 14-11-1990                                                            | Lussemburgo                                                           | Lussemburgo                                                           | 0 – 1                                                                 | Galles                                                                | Amichevole                                                            | -                                                                     | 83’                                                                   |
| 6-2-1991                                                              | Wrexham                                                               | Galles                                                                | 0 – 3                                                                 | Irlanda                                                               | Amichevole                                                            | -                                                                     | 46’                                                                   |
| 1-5-1991                                                              | Cardiff                                                               | Galles                                                                | 1 – 0                                                                 | Islanda                                                               | Amichevole                                                            | -                                                                     |                                                                       |
| 5-6-1991                                                              | Cardiff                                                               | Galles                                                                | 1 – 0                                                                 | Germania                                                              | Amichevole                                                            | -                                                                     | 88’                                                                   |
| 11-9-1991                                                             | Cardiff                                                               | Galles                                                                | 1 – 0                                                                 | Brasile                                                               | Amichevole                                                            | -                                                                     |                                                                       |
| 16-10-1991                                                            | Norimberga                                                            | Germania                                                              | 4 – 1                                                                 | Galles                                                                | Qual. Euro 1992                                                       | -                                                                     | 46’                                                                   |
| 13-11-1991                                                            | Cardiff                                                               | Galles                                                                | 1 – 0                                                                 | Lussemburgo                                                           | Qual. Euro 1992                                                       | -                                                                     |                                                                       |
| 19-2-1992                                                             | Dublino                                                               | Irlanda                                                               | 0 – 1                                                                 | Galles                                                                | Amichevole                                                            | -                                                                     | 46’                                                                   |
| 20-5-1992                                                             | Bucarest                                                              | Romania                                                               | 5 – 1                                                                 | Galles                                                                | Qual. Mondiali 1994                                                   | -                                                                     | 63’                                                                   |
| 30-5-1992                                                             | Utrecht                                                               | Paesi Bassi                                                           | 4 – 0                                                                 | Galles                                                                | Amichevole                                                            | -                                                                     |                                                                       |
| 3-6-1992                                                              | Tokyo                                                                 | Argentina                                                             | 1 – 0                                                                 | Galles                                                                | Kirin Cup                                                             | -                                                                     |                                                                       |
| 7-6-1992                                                              | Matsuyama                                                             | Giappone                                                              | 0 – 1                                                                 | Galles                                                                | Kirin Cup                                                             | -                                                                     | Ammonizione                                                           |
| 9-9-1992                                                              | Cardiff                                                               | Galles                                                                | 6 – 0                                                                 | Fær Øer                                                               | Qual. Mondiali 1994                                                   | -                                                                     |                                                                       |
| 14-10-1992                                                            | Limassol                                                              | Cipro                                                                 | 0 – 1                                                                 | Galles                                                                | Qual. Mondiali 1994                                                   | -                                                                     |                                                                       |
| 18-11-1992                                                            | Bruxelles                                                             | Belgio                                                                | 2 – 0                                                                 | Galles                                                                | Qual. Mondiali 1994                                                   | -                                                                     | 80’                                                                   |
| 17-2-1993                                                             | Dublino                                                               | Irlanda                                                               | 2 – 1                                                                 | Galles                                                                | Amichevole                                                            | -                                                                     |                                                                       |
| 31-3-1993                                                             | Cardiff                                                               | Galles                                                                | 2 – 0                                                                 | Belgio                                                                | Qual. Mondiali 1994                                                   | -                                                                     | 86’                                                                   |
| 6-6-1993                                                              | Toftir                                                                | Fær Øer                                                               | 0 – 3                                                                 | Galles                                                                | Qual. Mondiali 1994                                                   | -                                                                     | 75’                                                                   |
| 8-9-1993                                                              | Cardiff                                                               | Galles                                                                | 2 – 2                                                                 | Cecoslovacchia                                                        | Qual. Mondiali 1994                                                   | -                                                                     | 74’                                                                   |
| 13-10-1993                                                            | Cardiff                                                               | Galles                                                                | 2 – 0                                                                 | Cipro                                                                 | Qual. Mondiali 1994                                                   | -                                                                     |                                                                       |
| 17-11-1993                                                            | Cardiff                                                               | Galles                                                                | 1 – 2                                                                 | Romania                                                               | Qual. Mondiali 1994                                                   | -                                                                     |                                                                       |
| 9-3-1994                                                              | Wrexham                                                               | Galles                                                                | 1 – 3                                                                 | Norvegia                                                              | Amichevole                                                            | -                                                                     | 59’                                                                   |
| 20-4-1994                                                             | Swansea                                                               | Galles                                                                | 0 – 2                                                                 | Svezia                                                                | Amichevole                                                            | -                                                                     |                                                                       |
| 7-9-1994                                                              | Cardiff                                                               | Galles                                                                | 2 – 0                                                                 | Albania                                                               | Amichevole                                                            | -                                                                     |                                                                       |
| 12-10-1994                                                            | Chișinău                                                              | Moldavia                                                              | 3 – 2                                                                 | Galles                                                                | Qual. Euro 1996                                                       | 1                                                                     |                                                                       |
| 16-11-1994                                                            | Tbilisi                                                               | Georgia                                                               | 5 – 0                                                                 | Galles                                                                | Qual. Euro 1996                                                       | -                                                                     | 42’                                                                   |
| 14-12-1994                                                            | Cardiff                                                               | Galles                                                                | 0 – 3                                                                 | Bulgaria                                                              | Qual. Euro 1996                                                       | -                                                                     |                                                                       |
| 29-3-1995                                                             | Sofia                                                                 | Bulgaria                                                              | 3 – 1                                                                 | Galles                                                                | Qual. Euro 1996                                                       | -                                                                     |                                                                       |
| 26-4-1995                                                             | Düsseldorf                                                            | Germania                                                              | 1 – 1                                                                 | Galles                                                                | Qual. Euro 1996                                                       | -                                                                     |                                                                       |
| 6-9-1995                                                              | Swansea                                                               | Galles                                                                | 1 – 0                                                                 | Moldavia                                                              | Amichevole                                                            | 1                                                                     |                                                                       |
| 11-10-1995                                                            | Swansea                                                               | Galles                                                                | 1 – 2                                                                 | Germania                                                              | Qual. Euro 1996                                                       | -                                                                     |                                                                       |
| 24-1-1996                                                             | Terni                                                                 | Italia                                                                | 3 – 0                                                                 | Galles                                                                | Amichevole                                                            | -                                                                     | 77’                                                                   |
| 24-4-1996                                                             | Ginevra                                                               | Svizzera                                                              | 2 – 0                                                                 | Galles                                                                | Amichevole                                                            | -                                                                     | 30’                                                                   |
| 31-8-1996                                                             | Cardiff                                                               | Galles                                                                | 6 – 0                                                                 | San Marino                                                            | Qual. Mondiali 1998                                                   | -                                                                     | 77’                                                                   |
| 5-10-1996                                                             | Cardiff                                                               | Galles                                                                | 1 – 3                                                                 | Paesi Bassi                                                           | Qual. Mondiali 1998                                                   | -                                                                     | 42’                                                                   |
| 9-11-1996                                                             | Eindhoven                                                             | Paesi Bassi                                                           | 7 – 1                                                                 | Galles                                                                | Qual. Mondiali 1998                                                   | -                                                                     |                                                                       |
| 14-12-1996                                                            | Cardiff                                                               | Galles                                                                | 0 – 0                                                                 | Turchia                                                               | Qual. Mondiali 1998                                                   | -                                                                     |                                                                       |
| 11-2-1997                                                             | Cardiff                                                               | Galles                                                                | 0 – 0                                                                 | Irlanda                                                               | Amichevole                                                            | -                                                                     |                                                                       |
| 29-3-1997                                                             | Cardiff                                                               | Galles                                                                | 1 – 2                                                                 | Belgio                                                                | Qual. Mondiali 1998                                                   | 1                                                                     |                                                                       |
| 27-5-1997                                                             | Kilmarnock                                                            | Scozia                                                                | 0 – 1                                                                 | Galles                                                                | Amichevole                                                            | -                                                                     |                                                                       |
| 20-8-1997                                                             | Istanbul                                                              | Turchia                                                               | 6 – 4                                                                 | Galles                                                                | Qual. Mondiali 1998                                                   | -                                                                     | cap. 80’                                                              |
| 11-11-1997                                                            | Brasília                                                              | Brasile                                                               | 3 – 0                                                                 | Galles                                                                | Amichevole                                                            | -                                                                     |                                                                       |
| 25-3-1998                                                             | Cardiff                                                               | Galles                                                                | 0 – 0                                                                 | Giamaica                                                              | Amichevole                                                            | -                                                                     | 46’                                                                   |
| 3-6-1998                                                              | Ta' Qali                                                              | Malta                                                                 | 0 – 3                                                                 | Galles                                                                | Amichevole                                                            | -                                                                     | cap.                                                                  |
| 6-6-1998                                                              | Tunisi                                                                | Tunisia                                                               | 4 – 0                                                                 | Galles                                                                | Amichevole                                                            | -                                                                     |                                                                       |
| 5-9-1998                                                              | Liverpool                                                             | Galles                                                                | 0 – 2                                                                 | Italia                                                                | Qual. Euro 2000                                                       | -                                                                     | cap. 72’                                                              |
| 10-10-1998                                                            | Copenaghen                                                            | Danimarca                                                             | 1 – 2                                                                 | Galles                                                                | Qual. Euro 2000                                                       | -                                                                     | cap. 43’                                                              |
| 31-3-1999                                                             | Zurigo                                                                | Svizzera                                                              | 2 – 0                                                                 | Galles                                                                | Qual. Euro 2000                                                       | -                                                                     | cap.                                                                  |
| 5-6-1999                                                              | Bologna                                                               | Italia                                                                | 4 – 0                                                                 | Galles                                                                | Qual. Euro 2000                                                       | -                                                                     | cap.                                                                  |
| 9-6-1999                                                              | Copenaghen                                                            | Danimarca                                                             | 2 – 0                                                                 | Galles                                                                | Qual. Euro 2000                                                       | -                                                                     | cap.                                                                  |
| 4-9-1999                                                              | Minsk                                                                 | Bielorussia                                                           | 1 – 2                                                                 | Galles                                                                | Qual. Euro 2000                                                       | -                                                                     | cap.                                                                  |
| 9-10-1999                                                             | Wrexham                                                               | Galles                                                                | 0 – 2                                                                 | Svizzera                                                              | Qual. Euro 2000                                                       | -                                                                     | cap.                                                                  |
| 23-2-2000                                                             | Doha                                                                  | Qatar                                                                 | 0 – 1                                                                 | Galles                                                                | Amichevole                                                            | -                                                                     | cap.                                                                  |
| 29-3-2000                                                             | Wrexham                                                               | Galles                                                                | 1 – 2                                                                 | Finlandia                                                             | Amichevole                                                            | -                                                                     | cap.                                                                  |
| 23-5-2000                                                             | Cardiff                                                               | Galles                                                                | 0 – 3                                                                 | Brasile                                                               | Amichevole                                                            | -                                                                     | cap.                                                                  |
| 2-6-2000                                                              | Chaves                                                                | Portogallo                                                            | 3 – 0                                                                 | Galles                                                                | Amichevole                                                            | -                                                                     | cap.                                                                  |
| 2-9-2000                                                              | Minsk                                                                 | Bielorussia                                                           | 2 – 1                                                                 | Galles                                                                | Qual. Mondiali 2002                                                   | 1                                                                     | cap.                                                                  |
| 7-10-2000                                                             | Cardiff                                                               | Galles                                                                | 1 – 1                                                                 | Norvegia                                                              | Qual. Mondiali 2002                                                   | -                                                                     | cap.                                                                  |
| 11-10-2000                                                            | Bydgoszcz                                                             | Polonia                                                               | 0 – 0                                                                 | Galles                                                                | Qual. Mondiali 2002                                                   | -                                                                     | cap.                                                                  |
| 24-3-2001                                                             | Erevan                                                                | Armenia                                                               | 2 – 2                                                                 | Galles                                                                | Qual. Mondiali 2002                                                   | -                                                                     | cap.                                                                  |
| 28-3-2001                                                             | Cardiff                                                               | Galles                                                                | 1 – 1                                                                 | Ucraina                                                               | Qual. Mondiali 2002                                                   | -                                                                     | cap.                                                                  |
| 2-6-2001                                                              | Cardiff                                                               | Galles                                                                | 1 – 2                                                                 | Polonia                                                               | Qual. Mondiali 2002                                                   | -                                                                     | cap.                                                                  |
| 6-6-2001                                                              | Donec'k                                                               | Ucraina                                                               | 1 – 1                                                                 | Galles                                                                | Qual. Mondiali 2002                                                   | -                                                                     | cap.                                                                  |
| 6-10-2001                                                             | Cardiff                                                               | Galles                                                                | 1 – 0                                                                 | Bielorussia                                                           | Qual. Mondiali 2002                                                   | -                                                                     | cap.                                                                  |
| 13-2-2002                                                             | Cardiff                                                               | Galles                                                                | 1 – 1                                                                 | Argentina                                                             | Amichevole                                                            | -                                                                     | cap.                                                                  |
| 14-5-2002                                                             | Wrexham                                                               | Galles                                                                | 1 – 0                                                                 | Germania                                                              | Amichevole                                                            | -                                                                     | cap. 69’                                                              |
| 7-9-2002                                                              | Helsinki                                                              | Finlandia                                                             | 0 – 2                                                                 | Galles                                                                | Qual. Euro 2004                                                       | -                                                                     | cap.                                                                  |
| 16-10-2002                                                            | Cardiff                                                               | Galles                                                                | 2 – 1                                                                 | Italia                                                                | Qual. Euro 2004                                                       | -                                                                     | cap.                                                                  |
| 20-11-2002                                                            | Baku                                                                  | Azerbaigian                                                           | 0 – 2                                                                 | Galles                                                                | Qual. Euro 2004                                                       | 1                                                                     | cap.                                                                  |
| 12-2-2003                                                             | Cardiff                                                               | Galles                                                                | 2 – 2                                                                 | Bosnia ed Erzegovina                                                  | Amichevole                                                            | -                                                                     | cap.                                                                  |
| 29-3-2003                                                             | Cardiff                                                               | Galles                                                                | 4 – 0                                                                 | Azerbaigian                                                           | Qual. Euro 2004                                                       | 1                                                                     | cap. 46’                                                              |
| 20-8-2003                                                             | Belgrado                                                              | Serbia e Montenegro                                                   | 1 – 0                                                                 | Galles                                                                | Qual. Euro 2004                                                       | -                                                                     | cap.                                                                  |
| 6-9-2003                                                              | Milano                                                                | Italia                                                                | 4 – 0                                                                 | Galles                                                                | Qual. Euro 2004                                                       | -                                                                     | cap.                                                                  |
| 10-9-2003                                                             | Cardiff                                                               | Galles                                                                | 1 – 1                                                                 | Finlandia                                                             | Qual. Euro 2004                                                       | -                                                                     | cap.                                                                  |
| 11-10-2003                                                            | Cardiff                                                               | Galles                                                                | 2 – 3                                                                 | Serbia e Montenegro                                                   | Qual. Euro 2004                                                       | -                                                                     | cap.                                                                  |
| 15-11-2003                                                            | Mosca                                                                 | Russia                                                                | 0 – 0                                                                 | Galles                                                                | Qual. Euro 2004                                                       | -                                                                     | cap. 69’                                                              |
| 19-11-2003                                                            | Cardiff                                                               | Galles                                                                | 0 – 1                                                                 | Russia                                                                | Qual. Euro 2004                                                       | -                                                                     | cap.                                                                  |
| 18-2-2004                                                             | Cardiff                                                               | Galles                                                                | 4 – 0                                                                 | Scozia                                                                | Amichevole                                                            | -                                                                     | cap. 72’                                                              |
| 18-8-2004                                                             | Riga                                                                  | Lettonia                                                              | 0 – 2                                                                 | Galles                                                                | Amichevole                                                            | -                                                                     | cap. 45’                                                              |
| 4-9-2004                                                              | Baku                                                                  | Azerbaigian                                                           | 1 – 1                                                                 | Galles                                                                | Qual. Mondiali 2006                                                   | 1                                                                     | cap.                                                                  |
| 8-9-2004                                                              | Cardiff                                                               | Galles                                                                | 2 – 2                                                                 | Irlanda del Nord                                                      | Qual. Mondiali 2006                                                   | -                                                                     | cap.                                                                  |
| 9-10-2004                                                             | Manchester                                                            | Inghilterra                                                           | 2 – 0                                                                 | Galles                                                                | Qual. Mondiali 2006                                                   | -                                                                     | cap.                                                                  |
| 13-10-2004                                                            | Cardiff                                                               | Galles                                                                | 2 – 3                                                                 | Polonia                                                               | Qual. Mondiali 2006                                                   | -                                                                     | cap. 79’                                                              |
| Totale                                                                |                                                                       | Presenze (8º posto)                                                   | 85                                                                    |                                                                       | Reti                                                                  | 7                                                                     |                                                                       |

## Palmarès

### Giocatore

#### Club
- Second Division: 1

Leeds: 1989-1990
- Campionato inglese: 1

Leeds: 1991-1992
- Community Shield: 1

Leeds: 1992